# Pałac w Witoszowie Dolnym
Pałac w Witoszowie Dolnym – zabytkowy pałac z XIX w. we wsi Witoszów Dolny,  w Polsce, w województwie dolnośląskim, w powiecie świdnickim, w gminie Świdnica.

## Historia
Pałac w Witoszowie Dolnym zbudowany został na planie prostokąta i ma dwie kondygnacje. Najbogatsza architektonicznie jest dwunastoosiowa elewacja południowa gdzie znajduje się ryzalit zakończony szczytem. Swój obecny charakter obiekt zawdzięcza przebudowie pod koniec XIX w.. Od strony północnego zachodu pałac otoczony jest fosą. Dookoła znajdują się stare zabudowania gospodarcze w tym stodoła z napisem "G.F.S. 1806". Na dziedziniec wjeżdża się pomiędzy zabudowaniami gospodarczymi. Pałac pełni funkcję budynku mieszkalnego.